# Parasphendale ghindana
Parasphendale ghindana är en bönsyrseart som beskrevs av Giglio-tos 1915. Parasphendale ghindana ingår i släktet Parasphendale och familjen Mantidae. Inga underarter finns listade i Catalogue of Life.